# Joel Magnusson
Joel Igor Hammad Magnusson är en svensk musiker, låtskrivare och producent. 
Han spelade bas med Timo Räisänen mellan 2005 och 2010. Magnusson har i olika projekt samarbetat med Andreas Kleerup bland annat i bandet Me and My Army.

Diskografi
2011 Me and My Army - Thank God For Sending Demons
2012 Californiaman - Golden State of Mind
2013 Californiaman - Brand New Second Hand
2016 BF/C - BF/C
2019 BF/C - The Unexpected Consequences of Feathers
2021 BF/C - Valet
2023 BF/C Crying_1
2023 BF/C Vision of Love
2023 BF/C Come As You Are
2023 BF/C The Sun Ain't Gonna Shine Anymore

Teaterproduktioner
2017 Dumma jävla mås (Kulturhuset Stadsteatern)
2017 Den goda människan i Sezuan (Folkteatern Göteborg) 
2018 Dogville (Folkteatern Göteborg)
2019 Madam Bovary (Folkteatern Göteborg)
2019 Nuckan (Kulturhuset Stadsteater)
2020 Pappas Födelsedag (Kulturhuset Stadsteatern)
2021 Arvet (Riksteatern)
2022 Rövarna (Folkteatern Göteborg)
2023 Nuckan (Folkteatern Göteborg)
2023 Skönheten i Kaos (Folkteatern Göteborg)
2023 Pappas Födelsedag (Dramaten)
2024 Bobby Fisher bor i Passadena (Folkteatern Göteborg)